# Shin-Marunouchi Building
Le Shin Marunouchi Building (新丸の内ビルディング, Shin Marunouchi Birudingu), ou New Inner Circle Building, est l'un des plus hauts bâtiments du quartier de Chiyoda à Tokyo. Le bâtiment a été achevé le 19 avril 2007 et ouvert au public le 27 avril 2007. Il est souvent appelé "Shin Maru Biru" en abrégé.

## Vue d'ensemble
Le précédent bâtiment de huit étages Shin Marunouchi Building (新丸ノ内ビルヂング, Shin Marunouchi Birujingu) a été construit à cet endroit en 1952. Les travaux de construction du bâtiment actuel ont commencé le 15 mars 2005. Le bâtiment est l'un des complexes commerciaux du Marunouchi Manhattan Plan, un projet de réaménagement du quartier de Marunouchi, après le Marunouchi OAZO et le Tokyo Building TOKIA. Le bâtiment a été conçu par Hopkins Architects de Londres.
Le bâtiment contient des étages de bureaux, et 153 magasins sont hébergés au total. Le coût total de construction était d'environ 90 milliards de yens, et construit par la Takenaka Corporation. Le bâtiment a été conçu par l'architecte britannique Sir Michael Hopkins, qui a remporté le prix spécial du Civic Trust Award for Sustainability en 2002.
Le sous-sol est relié à la gare de Tokyo, ainsi qu'à d'autres bâtiments voisins.

## Source
- (en) Cet article est partiellement ou en totalité issu de l’article de Wikipédia en anglais intitulé « Shin-Marunouchi Building » (voir la liste des auteurs).